# Forever 1 (canção)
"Forever 1" é uma canção gravada pelo grupo feminino sul-coreano Girls' Generation para seu sétimo álbum de estúdio de mesmo nome. Foi lançado como o primeiro single do álbum pela SM Entertainment em 5 de agosto de 2022.

## Antecedentes e lançamento
Em 17 de maio de 2022, a SM Entertainment anunciou que o Girls' Generation retornaria as suas atividades musicais lançando um novo álbum em agosto, devido a seu décimo quinto aniversário, encerrando dessa forma, seu hiato de cinco anos.. Em 4 de julho, a integrante Sooyoung também anunciou, através do programa Take Care of Me This Week da tvN, que o grupo lançaria seu sétimo álbum de estúdio. Em 25 de julho, a SM divulgou o título do álbum e sua data de lançamento para 8 de agosto. No dia seguinte, a programação promocional foi revelada, indicando que o lançamento digital para a data de 5 de agosto.
Em 27 de julho, foi anunciado que Forever 1 conteria dez faixas, incluindo o single principal "Forever 1", no qual a compositora Kenzie, que já havia trabalhado com o grupo em seus singles "Into the New World" (2007), "Oh!" (2010) e "All Night" (2017), também havia participado da produção do single. A seguir, em 4 e 5 de julho, trechos do vídeo musical foram lançados. "Forever 1' foi lançado como single em 5 de agosto, na mesma data de lançamento do álbum.

## Composição
Com duração de três minutos e 22 segundos, "Forever 1" foi composta em lá maior, com um andamento de 124 batidas por minuto. É escrita, composta e arranjada por Kenzie ao lado de Ylva Dimberg a cargo de sua composição e Moonshine, que também é responsável por seu arranjo. A faixa é descrita como uma canção dance-pop com uma "melodia energética", em uma "atmosfera emocionante de festival" e "vibração refrescante para o verão". Possui letras sobre "amor eterno por pessoas preciosas que dão força a qualquer hora e em qualquer lugar" que "alternam entre uma canção de amor divertida e uma celebração do relacionamento de longa data do grupo entre si" e contém o significado de "vamos ser para sempre".

## Promoção
Antes do lançamento do álbum Forever 1, em 5 de agosto de 2022, o grupo realizou um evento ao vivo chamado "Girls' Generation 'Forever 1' Countdown Live", transmitido pelas plataformas YouTube e TikTok, a fim de apresentar o álbum e suas faixas, incluindo "Forever 1", e para comemorar seu décimo quinto aniversário com seus fãs. Após o lançamento do álbum, o grupo havia planejado apresentar-se com "Forever 1" em dois programas musicais: M Countdown da Mnet em 11 de agosto e Inkigayo da SBS em 14 de agosto, no entanto, ambas as aparições foram canceladas em 9 de agosto, devido a membro Seohyun ter sido diagnosticada com COVID-19. Posteriormente, o Girls' Generation se apresentou em três programas musicais: Music Bank da KBS em 19 de agosto, Show! Music Core da MBC em 20 de agosto e Inkigayo em 21 de agosto.

## Vídeo musical
O vídeo musical de "Forever 1" retrata as integrantes do Girls' Generation ""vivendo uma boa vida, como voando em jatos particulares, andando de limusine, sendo bombardeadas por paparazzi, discotecando em clubes". Estas cenas se alternam  com as integrantes "se apresentando juntas em cenas fortemente coreografadas em um navio de cruzeiro e em um colorido carro alegórico".

## Desempenho nas paradas musicais
"Forever 1" estreou em número 75 pela Circle Digital Chart da Coreia do Sul na semana referente a 31 de julho a 6 de agosto de 2022. Em suas tabelas componentes, a canção estreou em número onze pela Circle Download Chart, em número 113 pela Circle Streaming Chart e em número 32 pela Circle BGM Chart. Na semana seguinte, a canção subiu para o número catorze pela Circle Digital Chart, para número oito pela Circle Download Chart e para número dezoito pela Circle Streaming Chart. Além disso, estreou em número três na Billboard South Korea Songs na edição de 20 de agosto de 2022.
No Japão, "Forever 1" estreou em número 56 pela Billboard Japan Hot 100 na edição de 17 de agosto de 2022. Em suas tabelas componentes, atingiu número 47 pela Top Download Songs e número 83 pela Top Streaming Songs. Em Singapura, "Forever 1" estreou em seu pico de número sete pela RIAS Top Streaming Chart e em número quatro pela RIAS Top Regional Chart na edição do gráfico de 5 a 11 de agosto de 2022. A canção também estreou em seu pico de número seis na Billboard Singapore Songs na edição de 20 de agosto de 2022. Na Malásia, estreou em seu pico de número oito na Billboard Malaysia Songs na edição de 20 de agosto de 2022. Na Indonésia, estreou em número catorze pela Billboard Indonesia Songs na edição de 20 de agosto de 2022. Em Hong Kong e Vietnã, "Forever 1" estreou em seu pico de número treze pela Billboard Hong Kong Songs e Billboard Vietnam Hot 100, respectivamente. Em Taiwan, a canção estreou em número quatro pela Billboard Taiwan Songs na edição de 20 de agosto de 2022.
Nos Estados Unidos, "Forever 1" estreou em seu pico de número quatro pela Billboard World Digital Song Sales, referente a semana de 20 de agosto de 2022. Globalmente, a canção posicionou-se em número 67 pela Billboard Global 200 e em número 41 pela Billboard Global Excl. U.S. na edição de ambos os gráficos referente a 20 de agosto de 2022, tornando-se a primeira entrada do  Girls' Generation nestas tabelas.

### Posições semanais
| Parada musical (2022)                          | Melhor posição |
| ---------------------------------------------- | -------------- |
| Austrália (ARIA Hitseekers)                    | 17             |
| Coreia do Sul (Billboard South Korea Songs)    | 3              |
| Coreia do Sul (Circle Digital Chart)           | 14             |
| Estados Unidos (Billboard World Digital Songs) | 4              |
| Hong Kong (Billboard Hong Kong Songs)          | 13             |
| Indonésia (Billboard Indonesia Songs)          | 14             |
| Japão (Billboard Japan Hot 100)                | 56             |
| Malásia (Billboard Malaysia Songs)             | 8              |
| Mundo (Billboard Global 200)                   | 67             |
| Mundo (Billboard Global Excl. U.S.)            | 41             |
| Nova Zelândia (RMNZ Hot Singles)               | 17             |
| Singapura (Billboard Singapore Songs)          | 6              |
| Singapura (RIAS)                               | 7              |
| Taiwan (Billboard Taiwan Songs)                | 4              |
| Vietname (Billboard Vietnam Songs)             | 13             |

## Histórico de lançamento
| Região | Data                | Formato                    | Gravadora  |
| ------ | ------------------- | -------------------------- | ---------- |
| Mundo  | 5 de agosto de 2022 | Download digital streaming | SM Dreamus |